# Sennhof (Winterthur)
Sennhof ist eine Aussenwacht und zugleich ein Quartier der Stadt Winterthur und gehört zum Kreis 3 (Seen).
Der Ort bildet geographisch von Winterthur aus den Eingang zum Tösstal und ist vom übrigen Stadtgebiet durch den Seemer Buck getrennt. Eine Hauptstrasse und die Tösstalbahn verbinden Sennhof mit der Stadt und den Dörfern des Tösstals. Die ebenfalls zum Ort gehörenden Bühler-Spinnereien befinden sich auf der linken Seite der Töss und damit auf dem Gebiet der Gemeinde Illnau-Effretikon.

## Geschichte
In Sennhof gab es lange Zeit nur einen Vieh- und Milchwirtschaftsbetrieb, woher auch der Name des heutigen Stadtteils rührt. Erstmals unter dem Namen Nüprechton (Neubrechten), wurde eine Ansiedlung in Sennhof am 9. Juli 1241 erwähnt, als Graf Hartmann dort auf Güter verzichtete, die sein Onkel als Mitgift in eine Heirat gegeben hatte. Bereits dazumal wurde in der Urkunde erwähnt, dass der Ort «Erträge in der Milchwirtschaft» produzierte. 1847 wurde in Sennhof das Armenhaus der Gemeinde Seen errichtet, in dem die dort lebenden Familien autark leben mussten. 1850 lebten in Sennhof 50 Bauern und Armenhausinsassen. Seine Funktion behielt das Armenhaus bis 1883.
Für die Entwicklung Sennhofs viel wichtiger war die Errichtung der neuen Fabrik der Bühler-Spinnereien 1858 auf der anderen Seite der Töss, wodurch sich in Sennhof schnell ein zur Spinnerei zugehöriges Fabrikdorf entwickelte. 1875 konstituierte sich Sennhof als die vielleicht letzte neugegründete Zivilgemeinde des Kantons Zürich. Am 1. Oktober 1876 erhielt der Ort eine eigene Postfiliale. Das erste Schulhaus wurde 1899 auf hierfür von den Fabrikbesitzern geschenktem Land erbaut. Um 1900 zählte Sennhof bereits 300 Einwohner, die fast alle mit den Bühler-Spinnereien verbunden waren. 1921 wurde Sennhof zusammen mit der politischen Gemeinde Seen in die Stadt Winterthur eingemeindet und damit die Zivilgemeinde Sennhof aufgelöst.
Das sich zum Agglomerationsvorort Winterthurs entwickelnde Sennhof war mit einem hohen Anteil an Gastarbeitern noch in den 1980er-Jahren stark multikulturell, mit einem Ausländeranteil von über 50 %. In jüngerer Zeit ist die Bevölkerungszahl der Aussenwacht durch Neubauten stark angestiegen, von 1990 bis 2000 hat sie sich von 496 auf 966 fast verdoppelt. Am 28. Februar 2003 wurde die Postfiliale Sennhof geschlossen. Die Bühler-Spinnereien beschäftigen heute noch 150 Mitarbeiter.

## Verkehr
Sennhof liegt an der Tösstalbahnlinie und wird mit dem im Ort liegenden Bahnhof Sennhof-Kyburg an den öffentlichen Verkehr angeschlossen. Das alte Stationsgebäude hat den kantonalen Status eines Denkmalschutzobjekts von regionaler Bedeutung. Zwei Bahnlinien gewährleisten den S-Bahn-Anschluss; zum einen halbstündlich an die S26 (Winterthur HB – Bauma – Rüti ZH) sowie stündlich an die S11 (Aarau – Lenzburg – Dietikon – Zürich HB – Stettbach – Winterthur HB – Sennhof-Kyburg (– Wila)), deren Endstation zu Randzeiten Sennhof-Kyburg ist.
Eine Busverbindung in den Ort existiert nicht, abgesehen von einem nur zum Aussteigen anhaltenden Nachtbus.

## Bildung
Die Schüler der Primarschule werden im Schulhaus Sennhof unterrichtet, dessen Neubau 2008 eröffnet wurde. Für die Oberstufe müssen die Schüler ins Sekundarschulhaus Oberseen.

## Kultur und Freizeit
Im Ort gibt es eine Gastwirtschaft, zudem ist der Ort beliebter Ausgangspunkt für Ausflüge zum Schloss Kyburg und durch das Leisental zwischen Eschenberg und Kyburg der teilweise renaturierten Töss entlang abwärts Richtung Winterthur-Töss. 
Töss-Wasserlehrpfad: 15 km Wanderweg mit erklärenden Schautafeln der Töss entlang bis Bauma.
Kohlenlöcher: I; Kohlenloch am Ankenfelsen: Sennhofrainstrasse ca. 1 km talaufwärts Richtung Kollbrunn; zwei Stollen, ca. 30 m; Koord.699810/257580. II; Alter Stollen Kollbrunn nördlich der ehem. Spinnerei Bühler, Kollbrunn, Stollen ca. 25 m; Koord. 700380/257420.